# Östen Sjöstrand

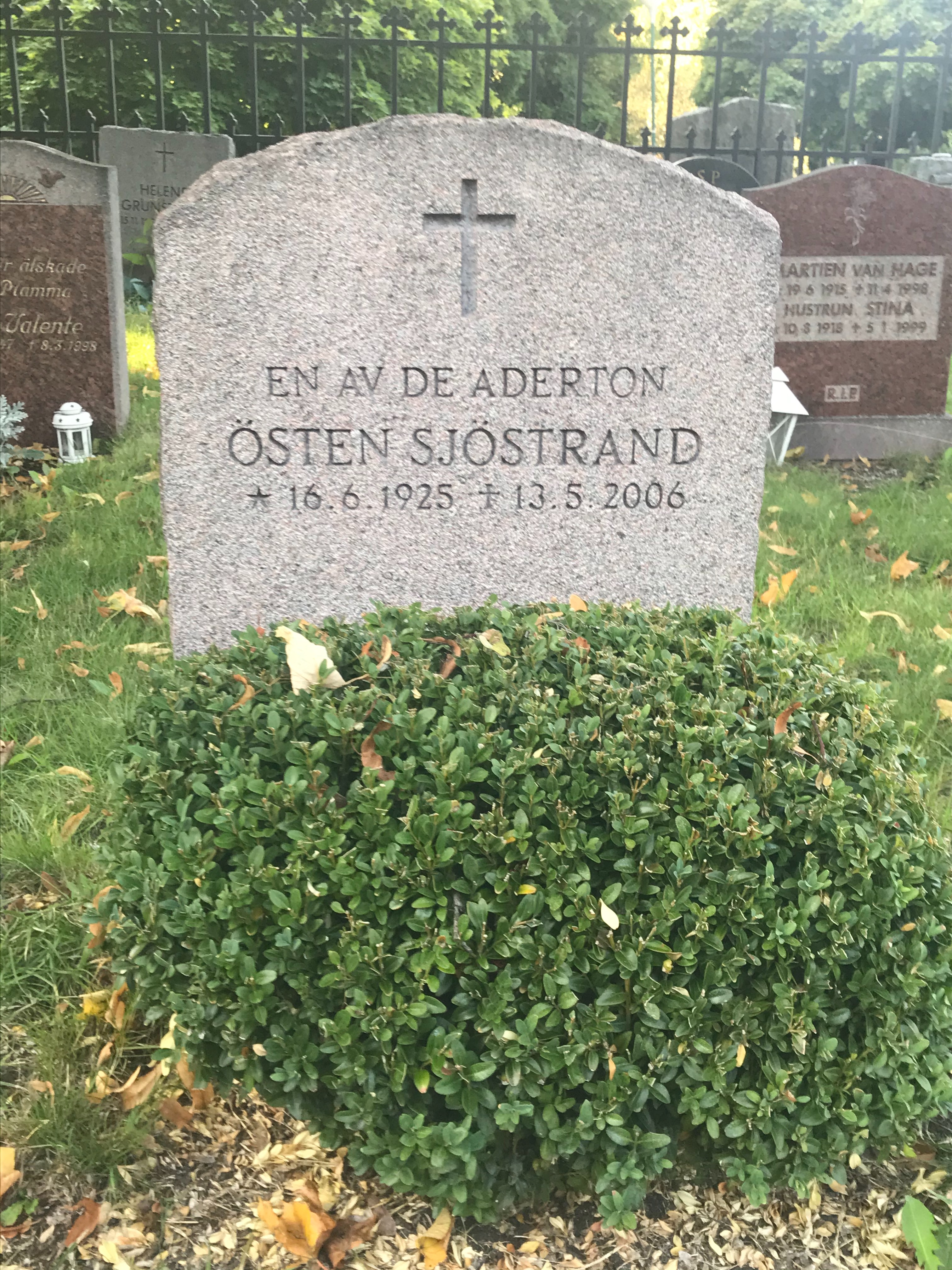
Gravvård på Katolska kyrkogården i Stockholm Gravnummer:KATK XXVI 99

Östen Sjöstrand, född 16 juni 1925 i Göteborg, död 13 maj 2006 i Stockholm, var en svensk poet och översättare. Han var ledamot av Svenska Akademien från 1975 och redaktör för kulturtidskriften Artes 1975–1988 samt erhöll Aftonbladets litteraturpris 1963.

## Biografi
Sjöstrand var son till direktör Oskar Sjöstrand och dennes hustru Ebba, född Larsson. Han var gift med författaren Ella Hillbäck 1949–1974 och med översättaren Eva Sjöstrand, född Furusjö, från 1979.
Sjöstrand höll sitt inträdestal i Svenska Akademien över Pär Lagerkvist. Tillsammans med Gunnar Ekelöf utgav han antologin Berömda franska berättare. Som översättare översatte han lyrik till svenska. Han debuterade 1949 med diktsamlingen Unio, det latinska ordet för enhet (med Gud), som präglades av den svenska fyrtiotalslyrikens efterkrigsångest. Han var framför allt inspirerad av fransk poesi. Även musiken var en inspirationskälla för Sjöstrand. Tillsammans med Sven-Erik Bäck skrev han även ett par operor; bland annat skrev han libretto till operan Gästabudet, 1962 som tonsattes av Sven-Erik Bäck och även till Vid havets yttersta gräns som uruppfördes i Berwaldhallen 1979.

### Skönlitteratur
- Unio : en diktsvit. Stockholm: Bonnier. 1949. Libris 1427345. https://litteraturbanken.se/forfattare/SjostrandO/titlar/Unio/sida/3/etext
- Invigelse : dikter. Stockholm: Bonnier. 1950. Libris 1427344. https://litteraturbanken.se/forfattare/SjostrandO/titlar/Invigelse/sida/5/etext
- Återvändo : dikter. Stockholm: Bonnier. 1953. Libris 645562. https://litteraturbanken.se/forfattare/SjostrandO/titlar/Atervando/sida/3/etext
- Dikter mellan midnatt och gryning. Göteborg: Isacson. 1954. Libris 1447550. https://litteraturbanken.se/f%C3%B6rfattare/Sj%C3%B6strand%C3%96/titlar/DikterMellanMidnattOchGryning/sida/3/etext?om-boken
- Främmande mörker, främmande ljus : [dikter]. Stockholm: Bonnier. 1955. Libris 1447551. https://litteraturbanken.se/f%C3%B6rfattare/Sj%C3%B6strand%C3%96/titlar/Fr%C3%A4mmandeM%C3%B6rkerFr%C3%A4mmandeLjus/sida/3/etext?om-boken
- Hemlöshet och hem : dikter. Stockholm: Bonnier. 1958. Libris 1505607. https://litteraturbanken.se/f%C3%B6rfattare/Sj%C3%B6strand%C3%96/titlar/Heml%C3%B6shetOchHem/sida/3/etext?om-boken
- Dikter 1949-1955. Den nya lyriken. Stockholm: Bonnier. 1958. Libris 12539
- ”Ett spel om Maria, Jesu moder”. Svenska radiopjäser 1958. Stockholm: Sveriges radio. 1958. Libris 3681759
- De gåtfulla hindren och andra dikter. Stockholm: Bonnier. 1961. Libris 305493. https://litteraturbanken.se/forfattare/SjostrandO/titlar/DeGatfullaHindren/sida/3/etext
- Gästabudet : drama till musik / av Östen Sjöstrand ; musik av Sven-Erik Bäck. Bonniers operabibliotek, 99-0168525-7. Stockholm: Bonnier. 1962. Libris 1793575
- En vinter i Norden : dikter. Stockholm: Bonnier. 1963. Libris 1793562. https://litteraturbanken.se/forfattare/SjostrandO/titlar/EnVinterINorden/sida/3/etext
- I vattumannens tecken : dikter. Stockholm: Bonnier. 1967. Libris 645187. https://litteraturbanken.se/forfattare/SjostrandO/titlar/IVattumannensTecken/sida/3/etext
- Dikter. Stockholm: Författarcentrum. 1969. Libris 10462913
- Ensamma stjärnor, en gemensam horisont : dikter i urval av författaren. Svalans lyrikklubb, 0586-0326 ; 27. Stockholm: Bonnier. 1970. Libris 111726
- Drömmen är ingen fasad : dikter. Stockholm: Bonnier. 1971. Libris 10376
- Strömöverföring : dikter. Stockholm: Bonnier. 1977. Libris 7144759. ISBN 91-0-040387-3
- Strax ovanför vattenlinjen : dikter. Stockholm: Bonnier. 1984. Libris 7146847. ISBN 9100461784
- Vid havets yttersta gräns : kantat för blandad kör och orkester : till dikter / av Östen Sjöstrand. Rikskonserter. 1984. Libris 11536302 - 1 grammofonskiva, 33 varv/minut, stereo, texthäfte.
- På återvägen från Jasna Góra : dikter. Stockholm: Bonnier. 1987. Libris 7147321. ISBN 9100470848
- Sprickorna i stenen : dikter, tolkningar, essäer / förord och urval av Ulf Linde. Stockholm: Bonnier. 1994. Libris 7148990. ISBN 9100555959
- Samlade dikter / [förord: Oscar Nilsson Tornborg]. Stockholm: Sadura. 2016. Libris 19296784. ISBN 9789187641206

### Varia
- Ande och verklighet : [essäer]. Stockholm: Bonnier. 1954. Libris 1447549. https://litteraturbanken.se/forfattare/SjostrandO/titlar/AndeOchVerklighet/sida/3/faksimil
- Världen skapas varje dag : essäer. Stockholm: Bonnier. 1960. Libris 1793570. https://litteraturbanken.se/forfattare/SjostrandO/titlar/VarldenSkapasVarjeDag/sida/5/faksimil
- Fantasins nödvändighet : synvinklar och ståndpunkter 1971. Göteborg: Författarförl. 1971. Libris 10377. https://litteraturbanken.se/forfattare/SjostrandO/titlar/FantasinsNodvandighet/sida/5/etext
- Pär Lagerkvist : inträdestal i Svenska akademien. Inträdestal / Svenska akademien, 0346-7759. Stockholm: Norstedt. 1975. Libris 7152231. ISBN 9117532914. https://litteraturbanken.se/f%C3%B6rfattare/Sj%C3%B6strand%C3%96/titlar/P%C3%A4rLagerkvist/sida/1/faksimil?om-boken

### Redaktör
- Där rosen ler ... : Italien i svensk dikt / [sammanställd av] Östen Sjöstrand ; illustrerad av Gösta Kriland. Stockholm: Bonnier. 1956. Libris 1869935
- 80-tal : en lyrisk antologi / [redigerad av] Östen Sjöstrand. Lyrik genom decennierna. Stockholm: Bonnier. 1956. Libris 2220026
- Berömda franska berättare / i urval av Gunnar Ekelöf och Östen Sjöstrand ; med teckningar av Adolf Hallman. Berömda berättare, 99-1449900-7 ; 7. Stockholm: Folket i bilds förlag. 1957. Libris 492922
- Fransk lyrik / urval av Östen Sjöstrand. All världens lyrik. Stockholm: Bonnier. 1969. Libris 1217167
- Hansson, Ola (1972). Dikter / urval och inledning av Östen Sjöstrand. FIB:s lyrikklubbs lilla serie, 0346-7767 ; 5. - FIB:s lyrikklubbs bibliotek, 0425-5232 ; 163. Stockholm: FIB:s lyrikklubb. Libris 826078. ISBN 9155016227
- Poeternas kokbok / red.: Östen Sjöstrand och Jacques Werup. [FIB:s lyrikklubbs bibliotek], ISSN 0425-5232 ; [221]. Stockholm: FIB:s lyrikklubb. 1981. Libris 7420934. ISBN 9155025943

### Översättningar
- Salvatore Quasimodo: Dikter (i svensk tolkning av Sture Axelson, Göran O. Eriksson och Östen Sjöstrand) (Bonniers, 1959)
- Georg Friedrich Händel: Messias (Messiah) (Sveriges Radio, 1959)
- Igor Stravinskij: En rucklares väg: opera i tre akter (The rake's progress) (libretto av W.H. Auden och Chester Kallman) (Bonniers, 1961)
- Edward Albee: Vem är rädd för Virginia Woolf (Who's afraid of Virginia Woolf?) (Bonniers, 1963)
- Jannis Ritsos: Åtbörder: dikter (översatta tillsammans med Theodor Kallifatides, Wahlström & Widstrand, 1971)
- Yves Bonnefoy: Dikter (Bonniers, 1971)
- Alain Bosquet: Talet är en mångfald: dikter (översatta tillsammans med Malou Höjer) (Bonniers, 1981)
- Yves Bonnefoy: Den andra enkelheten: dikter och essäer (översatta tillsammans med Malou Höjer) (FIB:s lyrikklubb, 1982)
- Wole Soyinka: Oguns skugga: dikter (urval och översättning Gunnar Harding och Östen Sjöstrand) (Wahlström & Widstrand, 1983)
- Jaroslav Seifert: Kamp med ängeln : dikter (översatta tillsammans med Josef B. Michl) (Bonniers, 1984)
- Alain Bosquet: Guds vånda: dikter (Le tourment de Dieu) (översatta tillsammans med Malou Höjer) (Bonniers, 1992)

## Priser och utmärkelser
- 1949 – Eckersteinska litteraturpriset
- 1950 – Albert Bonniers stipendiefond för yngre och nyare författare
- 1959 – Stig Carlson-priset
- 1963 – Aftonbladets litteraturpris
- 1967 – Bellmanpriset
- 1978 – Litteraturfrämjandets stora pris